# Psapharochrus fuscicollis
Psapharochrus fuscicollis är en skalbaggsart som först beskrevs av Bates 1861. Psapharochrus fuscicollis ingår i släktet Psapharochrus och familjen långhorningar.
Artens utbredningsområde är Panama. Inga underarter finns listade i Catalogue of Life.